# Бесіана (футбольний клуб)
Клубі Футболлістік «Бесіана» або просто «Бесіана» (алб. Klubi Futbollistik Besiana; Besiana) — професіональний косовський футбольний клуб з міста Бесіана.

## Досягнення
- Райфайзен Суперліга Косово
  -  Чемпіон (1): 2001/02

- Ліга е Перл
  -  Бронзовий призер (2): 2004/05, 2009/10

- Кубок Косова
  -  Володар (1): 2001/02

- Суперкубок Косова
  -  Володар (1): 2001/02